# Тово Сан Джакомо
То̀во Сан Джа̀комо (на италиански: Tovo San Giacomo; на лигурски: u Tu, у Ту) е село и община в Северна Италия, провинция Савона, регион Лигурия. Разположено е на 47 m надморска височина. Населението на общината е 2483 души (към 2011 г.).